# Joutensuon - Mustosensuon alue, Myllykoski ja Hiidenkirkko
Joutensuon - Mustosensuon alue, Myllykoski ja Hiidenkirkko este o arie protejată (arie specială de conservare — SAC, sit de importanță comunitară — SCI) din Finlanda întinsă pe o suprafață de 2.112 ha, integral pe uscat.

## Localizare
Centrul sitului Joutensuon - Mustosensuon alue, Myllykoski ja Hiidenkirkko este situat la coordonatele 64°39′56″N 29°02′02″E / 64.6656°N 29.0339°E.

## Înființare
Situl Joutensuon - Mustosensuon alue, Myllykoski ja Hiidenkirkko a fost declarat sit de importanță comunitară în august 1998 pentru a proteja 1 specie de plante. Situl a fost protejat și ca arie specială de conservare în aprilie 2015.

## Biodiversitate
Situată în ecoregiunea boreală, aria protejată conține 11 habitate naturale: Lacuri și iazuri distrofice naturale, Râuri naturale fino-scandinave, Cursuri de apă de la nivel de câmpie la nivel montan, cu vegetație Ranunculion fluitantis și Callitricho-Batrachion, Mlaștini turboase de tranziție și turbării mișcătoare, Izvoare fino-scandinave și mlaștini produse de izvoare bogate în minerale, Mlaștini alcaline, Turbării Aapa, Pante stâncoase silicioase cu vegetație casmofită, Taiga vestică, Păduri fino-scandinave bogate în ierburi cu Picea abies, Mlaștini împădurite.
La baza desemnării sitului se află o specie protejată de  plante: Diplazium sibiricum.
Pe lângă speciile protejate, pe teritoriul sitului au mai fost identificate 4 specii de plante, 9 specii de păsări, 3 specii de pești.